# Elasippo (figlio di Emone)
Elasippo (in greco antico: Ἐλάσιππος) è un personaggio della mitologia greca, figlio di Emone (non il re di Tebe).

## Mitologia
Su Elasippo, guerriero molto fiero (come lo descrive Quinto Smirneo), si abbatté la furia di Pentesilea, la regina delle Amazzoni, che lo uccise in battaglia, arricchendo la pianura di cadaveri di guerrieri achei da lei personalmente massacrati.